# Берги (Рига)
Бе́рги (латыш. Berģi) — микрорайон Риги, преимущественно индивидуальной застройки, находящийся на восточной границе города, между Юглским озером и Гаркалнским краем, с живописным ландшафтом. На территории микрорайона находится Латвийский этнографический музей.
Также в Бергах расположена администрация пригородного Гаркалнского края (Бривибас гатве, 455).